# 尖頦飛魚屬
尖頦飛魚屬（屬名：Fodiator），是飛魚科下的一個屬，目前已知該屬共有兩個物種。

## 命名由來
「Fodiator」的意思是 "刺伤的人"，很可能是指其具有长、细，且尖的鼻子和突出的下颚。

## 關於
此屬地物种生活在海洋气候中，最大长度达到19厘米。經常發現於墨西哥、下加利福尼亚、加利福尼亚湾到秘鲁，以及克利珀顿和加拉帕戈斯群岛。当海水变得温暖时，牠们会上升到水面。甚至有能力跃出水面並在空中滑行很远的距离。为了繁殖，这些鱼将它们的卵附着在小的漂浮物上。目前有两个物种被发现出沒於太平洋，其中一種也曾發現於大西洋东部。

## 物種
- 尖頦飛魚（Fodiator acutus）Valenciennes, 1847
- 鉤吻尖頦飛魚（Fodiator rostratus）Günther, 1866